# Cementeri prehistòric de Mulisko Gaina
El cementiri prehistòric de Mulisko Gaina és un jaciment arqueològic situat a la província de Guipúscoa, dins d'Euskal Herria.

## Localització
- Es troba al vessant sud-est de la muntanya Onyi sobre un replà anomenat Cementeri Vell o Kanposantu Zaharra en èuscar. La fita que separa les localitats d'Urnieta i Hernani és a 200 m del complex prehistòric, si bé se situa al terme municipal d'Urnieta.
- Té una alçada de 415 m sobre el nivell del mar.
- Les seves coordenades són: longitud: 01º 44´26´´. Latitud: 43º 13´43´´.

## Accés
- El millor accés és des d'Urnieta per una carretera que puja una mica més que el barri de Xoxoka compost d'alguns masos. Des del final d'aquesta via s'ha de prendre el camí que ix cap a l'est indicat com "Onyi". En una suau pujada d'uns 115 m sense sortir-nos del camí, passant per un serral que hi ha entre els dos cims de la muntanya Onyi que queda a l'esquerra i separat de la senda per una tanca, girarem per aquesta muntanya entre una gran massa de pinedes pel sud fins a arribar a un recinte tancat: El cementeri prehistòric de Mulisko Gaina.

## Descripció
- És un conjunt de quatre cromlecs, una cista doble, un monòlit i dues estructures menys definides.
- El cromlec més gran té 5,60 m de diàmetre amb 31 testimonis. El cromlec que el segueix té 4,80 m de diàmetre i 18 testimonis. El tercer cromlec té 3 m de diàmetre amb 12 testimonis. Del quart cromlec només es conserven tres testimonis de menor grandària.
- La cista és doble. Es compon per dues lloses de 1,30 x 0,60 m i 1,20 x 0,54 m, respectivament.
- Una gran llosa d'1,80 x 0,75 x 0,20 m tanca el conjunt pel nord.
- Un conjunt de 7 testimonis dels quals només un resta dempeus formen un cercle d'un metre de diàmetre.
- Una llosa d'1,18 m de longitud destaca en un munt de pedres.
- El monòlit es troba fora de qualsevol crolec i té una alçada d'1,52 metres, si bé s'oculten els 0,40 m que amaga sota terra.

## Història
- Correspon a l'edat de ferro. Sembla que la seua part més antiga és de fa uns 2.600 anys.
- J. M. Hernández el descobrí al 1956 i el primer que hi trobà fou el testimoni més alt del cromlec més gran. Entre 1976 i 1978 L. Millán i L. del Barri continuaren descobrint-ne més estructures. Finalment, Xabier Peñalver l'excavà entre 1983 i 1985 per reconstruir-lo després*

## Materials
- Es compon de gres i sòls del terreny, amb material de pissarra i ferruginós.
- S'hi han trobat nombroses peces com 4 raspadors, un burí i molts fragments de carbó vegetal.

## Galeria d'imatges

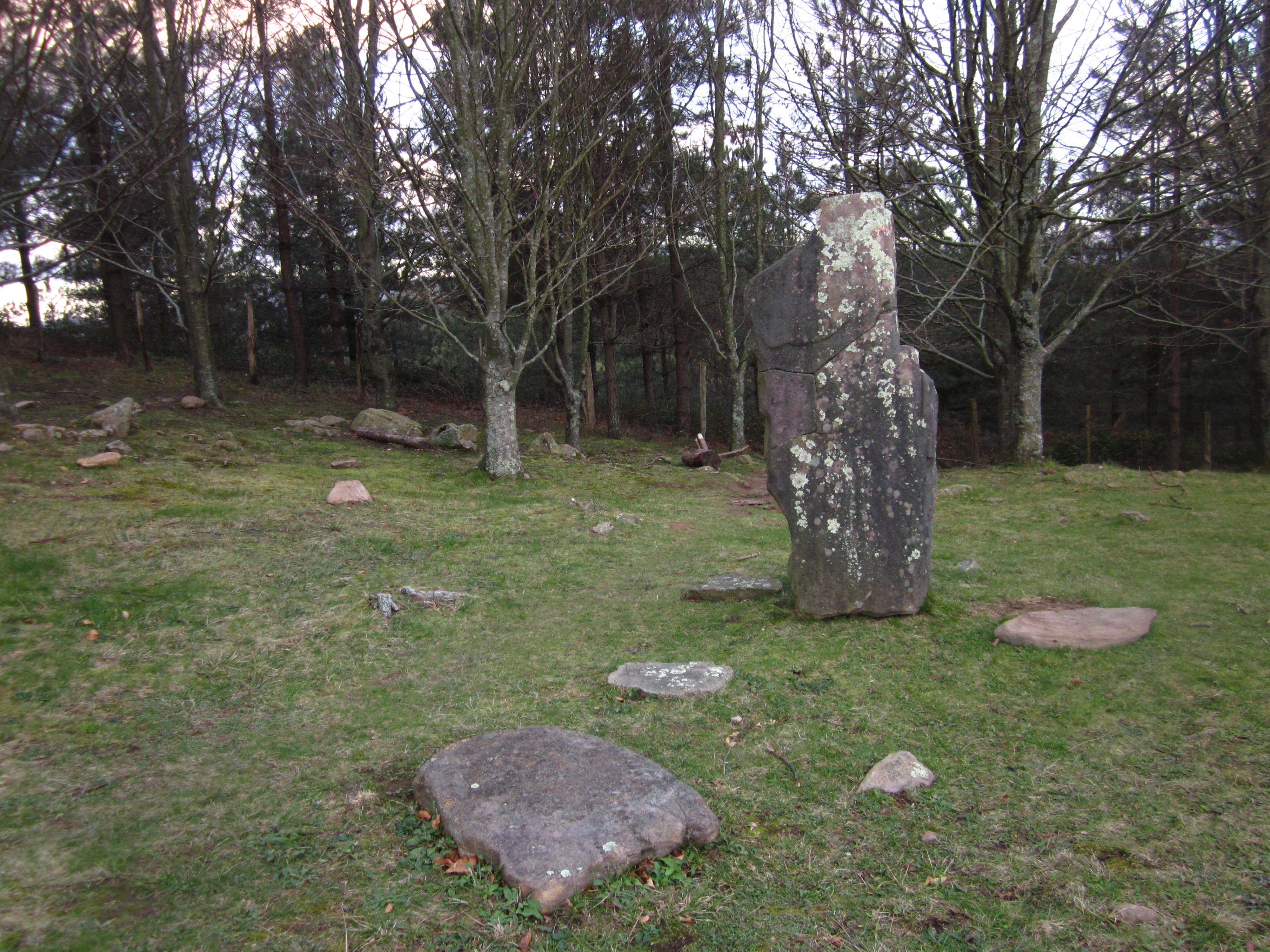
Monòlit de Mulisko Gaina
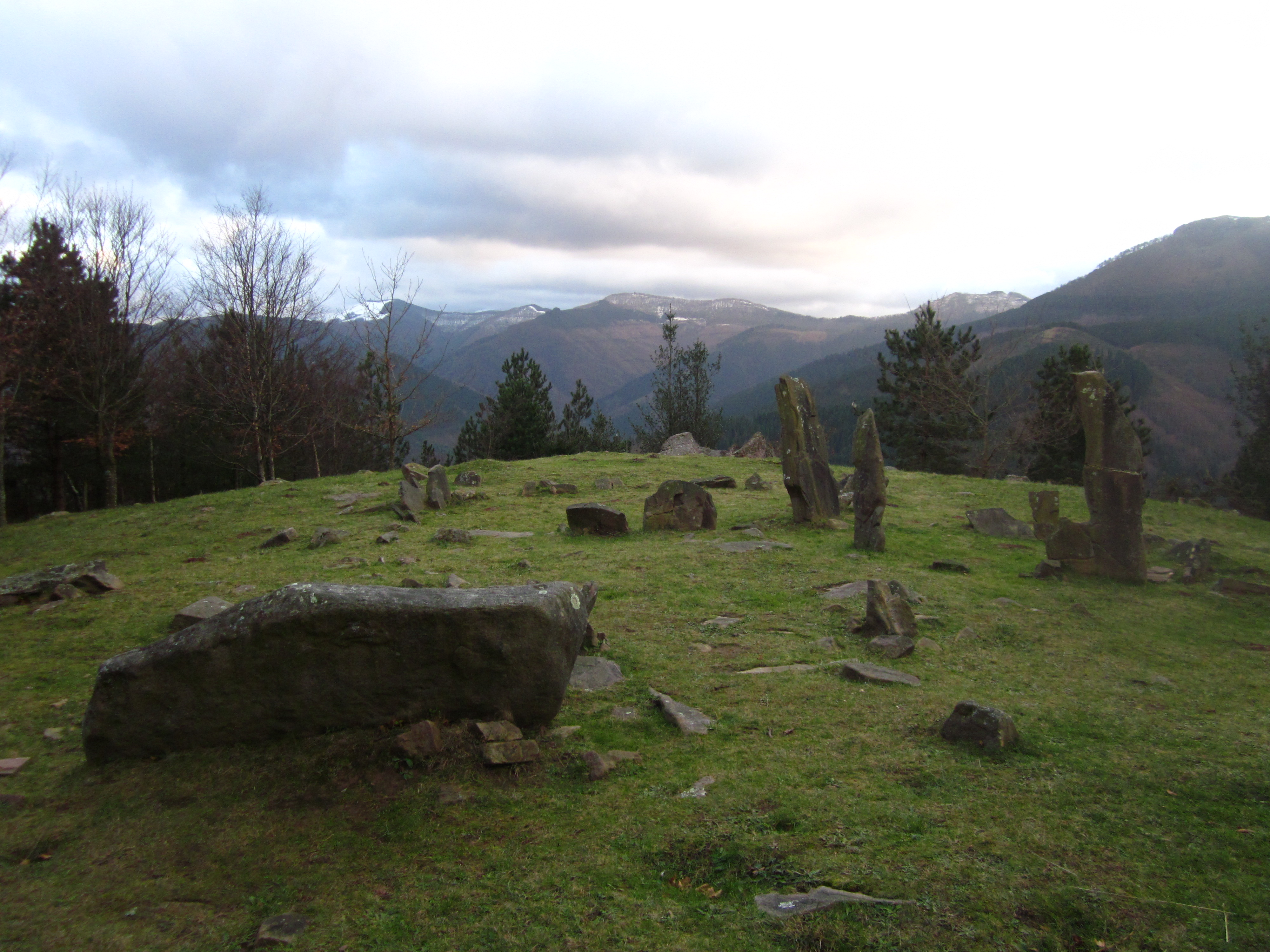
Paisatge de Mulisko Gaina
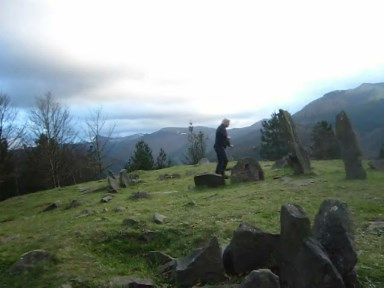
Menhirs alts a Mulisko Gaina
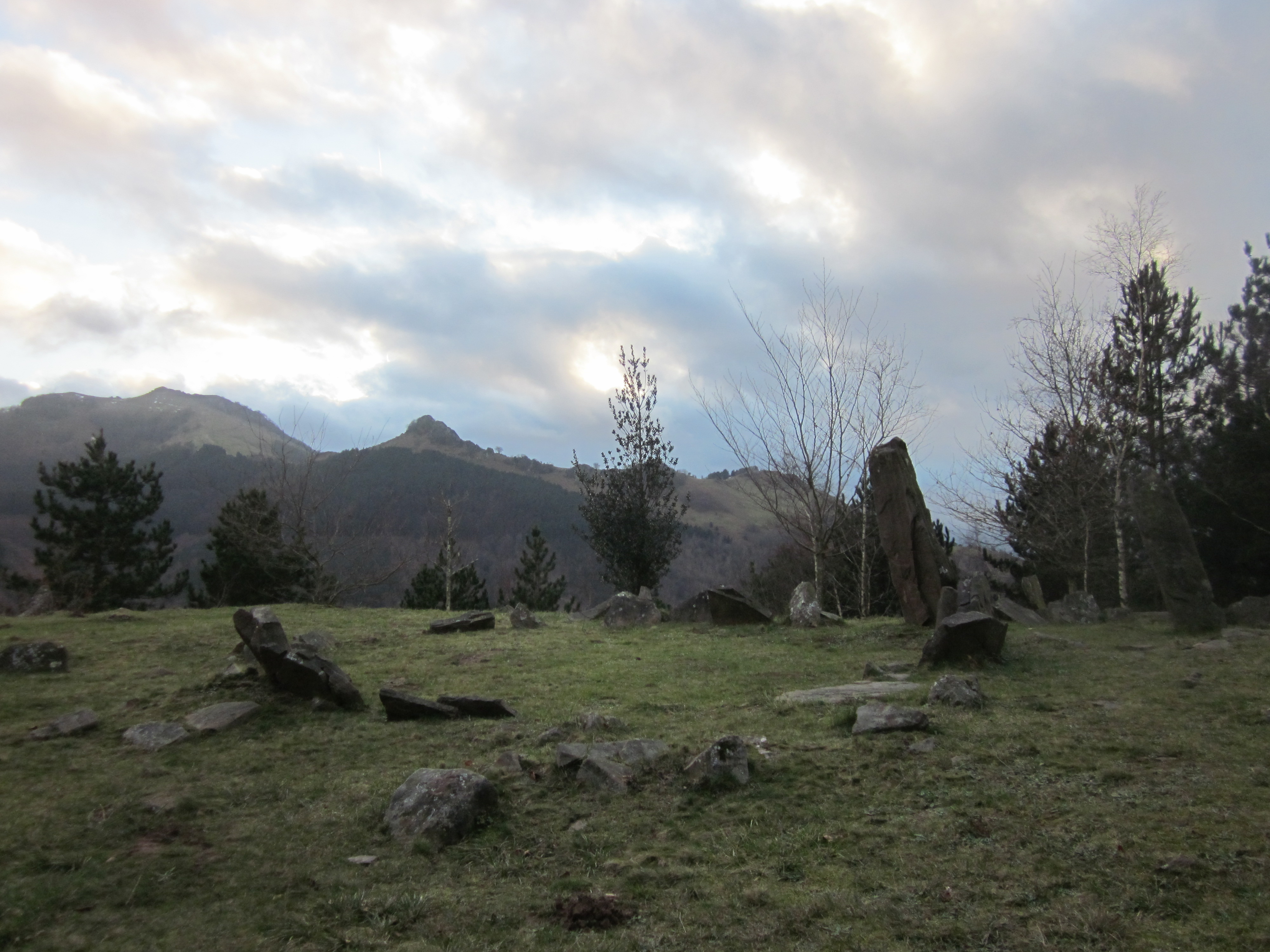
Un dels cromlecs de Mulisko Gaina